# Non è peccato (film)
Non è peccato (Ain't Misbehavin') è un film del 1955 diretto da Edward Buzzell.
È una commedia musicale a sfondo romantico statunitense con Rory Calhoun, Piper Laurie e Jack Carson.

## Produzione
Il film, diretto da Edward Buzzell su una sceneggiatura dello stesso Buzzell e di Devery Freeman e Philip Rapp con il soggetto di Robert Carson, fu prodotto da Samuel Marx per la Universal International Pictures.

## Colonna sonora
- AIN'T MISBEHAVIN' - musica di Fats Waller, parole di Andy Razaf
- A LITTLE LOVE CAN GO A LONG WAY - parole di Paul Francis Webster, musica di Sammy Fain
- THE DIXIE MAMBO - musica di Charles Henderson e Sonny Burke
- I LOVE THAT RICKEY TICKEY TICKEY - parole di Sammy Cahn, musica di Johnnie Scott

## Distribuzione
Il film fu distribuito con il titolo Ain't Misbehavin' negli Stati Uniti nel 1955 al cinema dalla Universal Pictures.
Altre distribuzioni:
- in Giappone il 28 giugno 1955
- negli Stati Uniti il 1º luglio 1955
- in Belgio il 26 agosto 1955 (De danseres en de miljonair e La danseuse et le millionnaire)
- in Finlandia il 6 gennaio 1956 (Säihkysääret parketilla)
- in Svezia il 13 febbraio 1956 (Det spritter i benen)
- in Portogallo il 3 settembre 1956 (Milionário à Vista)
- in Danimarca il 7 agosto 1961 (Bruden der stak af)
- in Italia (Non è peccato)

## Critica
Secondo il Morandini il film è "a metà strada tra la commedia musicale e quella umoristica" ma non riesce a fare breccia nello spettatore per la mediocrità di fondo e i personaggi non sviluppati a dovere. Secondo Leonard Maltin il film è un "piacevole musical, puro intrattenimento".